# Carvide
Carvide ist ein Ort und eine ehemalige Gemeinde (Freguesia) im portugiesischen Kreis Leiria. Die Gemeinde hatte 2821 Einwohner (Stand 30. Juni 2011).
Am 29. September 2013 wurden die Gemeinden Carvide und Monte Real zur neuen Gemeinde União das Freguesias de Monte Real e Carvide zusammengeschlossen.